# Nation building
La costruzione nazionale o nation-building é una espressione utilizzata nelle scienze politiche per indicare il processo di costruzione di un'identità nazionale tramite il potere dello Stato.

## Descrizione
Tale processo, affinché lo Stato possa rimanere politicamente stabile a lungo termine, promuove l'unificazione linguistica e culturale dei cittadini. Secondo Harris Mylonas, "L'autorità legittima nei moderni stati nazionali è collegata al governo popolare, alle maggioranze. La costruzione della nazione è il processo con cui vengono costruite queste maggioranze". Si intende, maggioranze fedeli allo Stato.  La costruzione della nazione è un processo di sviluppo socio-politico che trasforma comunità altrimenti separate, in quanto diverse per lingua e tradizioni, in una società comune sotto la guida di un unico stato. Va distinto dalla costruzione dello stato (o State-building), che in senso stretto riguarda la costruzione delle istituzioni che permettono il funzionamento dello stato.
Il processo di costruzione della nazione prevede l’instaurazione di standard culturali comuni, spesso anche attraverso l’unificazione linguistica, cioè la diffusione di una lingua comune per la futura comunità nazionale.  Viene iniziato da un'élite di potere militarmente, amministrativamente, culturalmente ed economicamente dominante sulla maggioranza della popolazione, al fine di legittimare le relazioni di governo esistenti o desiderate e procedere all'attenta integrazione di sezioni sempre più ampie della popolazione in istituzioni socio-culturali e politiche come la magistratura, il sistema scolastico e universitario,  il servizio militare,  il suffragio elettorale, ecc.
I costruttori di nazioni sono quei membri di uno Stato che prendono l'iniziativa di sviluppare la comunità nazionale attraverso programmi governativi, tra cui il servizio militare e la scolarizzazione di massa. La costruzione della nazione si fonda sulla propaganda e lo sviluppo di grandi infrastrutture per promuovere l'armonia sociale e la crescita economica. Secondo il politologo della Columbia University Andreas Wimmer, tre fattori tendono a determinare il successo della costruzione della nazione nel lungo periodo: "il primo sviluppo delle organizzazioni della società civile, l'ascesa di uno stato in grado di fornire beni pubblici uniformemente su un territorio e l'emergere di un mezzo di comunicazione condiviso".

## Le attività
Esso si riferisce agli sforzi di nuovi Stati indipendenti, per stabilire efficienti e affidabili istituzioni di governo nazionale.  In quest'ottica, la costruzione della nazione è strettamente legata alla costruzione dello stato e permette di instaurare alcuni servizi statali: l'istruzione pubblica, la difesa militare, le elezioni, il catasto, le importazioni, il controllo del commercio estero, la diplomazia e la politica estera, il sistema bancario e finanziario, il sistema tributario la polizia, istituire il potere giudiziario costruendo i tribunali, fornendo l'assistenza sanitaria, la regolazione del diritto di accesso alla cittadinanza, il riconoscimento di diritti civili e politici, nonché delle Libertà civili, il controllo dello stato civile dell'registro delle nascite, il controllo dell'immigrazione, le infrastrutture di trasporto e la pubblica amministrazione.
La costruzione della nazione include la creazione di simboli nazionali come la Bandiera nazionale, lo Stemma nazionale, l'inno, le feste nazionali, la eventuale compagnia aerea nazionale, la di solito unica lingua nazionale e i miti fondativi della nazione. A un livello più profondo, l'identità nazionale doveva essere deliberatamente costruita modellando diversi gruppi etnici e nazioni separate in una sola nazione, soprattutto perché in molti stati di nuova costituzione le pratiche coloniali di divide et impera avevano prodotto stati etnicamente eterogenei. 
Come conseguenza della decolonizzazione o della fine di guerre civili, la costruzione della nazione ha interessato gli stati dell'Africa e dei Balcani, per ridefinire la popolazione dei territori che erano stati tagliati da potenze o imperi coloniali senza riguardo ai confini etnici, religiosi o di altro tipo, o, nel caso dei paesi della Ex-Jugoslavia, per via del fallimento del processo di costruzione della nazione jugoslava e del prevalere delle differenze religiose. Questi stati riformati diventerebbero quindi entità nazionali vitali e coerenti. Tuttavia, molti nuovi stati africani furono afflitti dal clientelismo dal nepotismo, dalla corruzione; tutto ciò ha eroso la fiducia e fomentato il tribalismo e la rivalità tra gruppi etnici all'interno de. Ciò a volte ha portato alla loro quasi disintegrazione, come il tentativo del Biafra di secedere dalla Nigeria nel 1970, o la continua lotta del popolo somalo nella regione dell'Ogaden in Etiopia per l'indipendenza. Il genocidio ruandese così come i problemi ricorrenti vissuti dal Sudan possono anche essere collegati alla mancanza di coesione etnica, religiosa o razziale all'interno dello stato. 
Spesso si è rivelato difficile unire stati con retroterra coloniali etnici simili ma con lingue ufficiali diverse. Mentre alcuni considerano il Camerun un esempio di successo, le fratture stanno emergendo tra la componente che predilige l'inglese come lingua ufficiale e il resto del paese che invece è francofono. Il fallimento del progetto federativo del Senegambia mostra quanto fosse problematico unire i territori francofoni e anglofoni.

## Gli elementi del concetto di «costruzione nazionale»
Per quanto riguarda la natura e l'origine della nazione sussistono due paradigmi opposti ed esclusivi:
Il primo paradigma è il perennialista o primordialista che definisce la nazione senza tener conto della questione della sovranità e che sostiene, quindi, che le nazioni esistessero prima dei nazionalismi, affondando le loro radici in tempi antichi (sarebbe dunque la nazione che crea il nazionalismo e non viceversa).
Il secondo paradigma è il modernista o costruttivista, che definisce la nazione come una comunità umana che ottiene la sovranità su un dato territorio, che poi deve essere unificato linguisticamente; secondo tale paradigma prima della comparsa del nazionalismo nell'età contemporanea non ci sarebbero state nazioni (la nazione sarebbe cioè stata un'"invenzione" dei nazionalismi).
In questo filone di studi si inseriscono, ad esempio, due sociologi: Ernest Gellner e Benedict Anderson.  Secondo Ernest Gellner, tutti gli Stati nazionali sono mere invenzioni politiche e il nazionalismo non sta tanto alla base del risveglio nazionale, ma crea di sana pianta una nazione, laddove in realtà non ne esisteva ancora alcuna, in mancanza di una lingua comune conosciuta da tutti i cittadini. Benedict Anderson, uno dei principali fautori della visione costruttivista del nazionalismo, definisce la nazione come una costruzione di un legame tra persone che precedentemente non esisteva prima del suo stesso riconoscimento.. Afferma che: "La Nazione è una comunità immaginata e immaginata sia come intrinsecamente limitata che sovrana", Anderson crede che la nazione sia immaginata perché i membri di questa nazione non conoscono la maggior parte dei loro compatrioti, ma ne hanno un'immagine comune; si basa sul riconoscimento della comunanza, non sulla comunanza stessa.

Il concetto di "costruzione della nazione" o "costruzione nazionale" fa parte del paradigma "modernista". Nacque negli anni '60 e si basa sulle seguenti dichiarazioni, secondo Anthony D. Smith:
Le nazioni nel senso moderno del termine non sono emerse fino alla Rivoluzione francese in Europa. I prerequisiti per tale risultato si svilupparono nel corso del XVII e XVIII secolo. Durante il diciannovesimo secolo, plasmato dal nazionalismo in Europa, si svilupparono in ritardo alcuni stati nazione, con tre secoli di ritardo rispetto a stati nazionali come la Francia, la Spagna e il Regno Unito.. L'Italia, che fu unificata solo nel corso del Risorgimento nel 1861, e la Germania, che divenne uno stato nazionale solo nel 1871 con la nascita dello stato unitario tedesco ad esclusione dell'Austria che aveva iniziato un processo separato di costruzione nazionale, furono quindi considerate nazioni ritardarie (si rimanda in proposito all'opera del filosofo Helmuth Plessner). Lo stato multinazionale come configurato dall'Austria-Ungheria iniziò ad apparire anacronistico verso la fine del XIX secolo. Il fatto che il Compromesso austro-ungarico non fosse riuscito a soddisfare le rivendicazioni delle nazioni minoritarie ha contribuito in modo significativo allo scoppio della prima guerra mondiale.

## Terminologia: 'Nation Building' versus 'State Building'
Tradizionalmente, c'è stata una certa confusione tra l'uso del termine "Nation Building" e quello di "State-building" (i termini sono talvolta usati in modo intercambiabile in Nord America). Entrambe le locuzioni hanno definizioni abbastanza ristrette e differenziate nelle scienze politiche: la prima si riferisce alla costruzione dell'identità nazionale, mentre la seconda si interessa delle infrastrutture e delle istituzioni necessarie per fondare lo Stato. Il dibattito è stato offuscato ulteriormente dall'esistenza di due scuole di pensiero molto diverse sulla costruzione dello Stato. La prima (prevalente nei media) ritrae la costruzione dello stato come un'azione da parte di paesi stranieri. La seconda (di origine più accademica e sempre più accettata dalle istituzioni internazionali) vede la costruzione dello stato come un processo indigeno ed endogeno. Per una discussione sulle questioni di definizione, vedere state-building, saggio di Carolyn Stephenson, e gli articoli di Whaites, CPC/IPA o ODI citati sotto.
La confusione sulla terminologia ha fatto sì che più recentemente, la costruzione della nazione sia stata utilizzata in un contesto completamente diverso, con riferimento a quello che è stato succintamente descritto dai suoi sostenitori come "l'uso della forza armata all'indomani di un conflitto per sostenere una transizione duratura verso la democrazia". In questo senso il Nation-building, strettamente connesso con lo State-building, descrive gli sforzi deliberati di una potenza straniera per costruire o installare le istituzioni di un governo nazionale, secondo un modello che può essere più familiare alla potenza straniera ma è spesso considerato estraneo e persino destabilizzante. In questo senso, la costruzione dello stato è tipicamente caratterizzata da investimenti massicci, dall'occupazione militare, da un governo di transizione e dall'uso della propaganda per comunicare la politica del governo.